# 马兰峪镇
马兰峪镇，是中华人民共和国河北省唐山市遵化市下辖的一个乡镇级行政单位。歷史上先后有马兰谷营、马兰城、马兰峪等称谓。清东陵就位於马兰峪，1952年成立清东陵文物保管所。

## 行政区划
马兰峪镇下辖以下地区：
社区、马兰峪四村、马兰峪一村、马兰峪二村、马兰峪三村、马兰关一村、马兰关二村、马兰关三村、官房村、石各庄村、南吉峪村、上关村、黄土坡村、平山寨村、峪河东村、许家峪村、裕营房村、定营房村、惠营房村、现井村、侯家山村、魏进河村、孙家洼村、东渤海寨村、西渤海寨村和三合村。

## 人口
2017年全镇常住人口2.5万人。

## 民族
全镇人口以满族为主，占全镇总人口的83%.